# Miombosiska
Miombosiska (Crithagra reichardi) är en fågel i familjen finkar inom ordningen tättingar.

## Utbredning och systematik
Miombosiskan förekommer i sydöstra Demokratiska republiken Kongo, Zambia, Tanzania, Malawi och norra Moçambique. Traditionellt inkluderas höglandssiskan (C. striatipectus), men denna urskiljs allt oftare som egen art. 

### Släktestillhörighet
Tidigare placerades den i släktet Serinus men DNA-studier visar att den liksom ett stort antal afrikanska arter endast är avlägset släkt med t.ex. gulhämpling (S. serinus).

## Status
Arten har ett stort utbredningsområde och beståndet anses vara stabilt. Internationella naturvårdsunionen IUCN listar den därför som livskraftig (LC).

## Namn
Fågelns vetenskapliga artnamn hedrar Paul Reichard (1845-1938), tysk ingenjör, geograf och samlare av specimen i Östafrika 1880-1884.